# 立方和

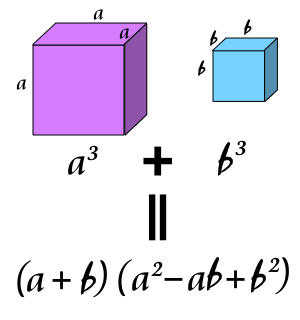
立方和的簡單圖解

立方和是數學公式的一種，它屬於因式分解、乘法公式及恆等式，被普遍使用。立方和是指一個立方數，加上另一個立方數，即是它們的總和。公式如下：
{\displaystyle a^{3}\pm b^{3}=(a\pm b)(a^{2}\mp ab+b^{2})=(a\pm b)^{3}\mp 3ab(a\pm b)}
立方和被因式分解後，答案分別包含二項式及三項式，與立方差相同。

## 驗證

### 主驗證
驗證此公式，可透過因式分解，首先設以下公式：
{\displaystyle a^{2}b-a^{2}b+ab^{2}-ab^{2}=0\,\!}
然後代入：
{\displaystyle a^{3}+b^{3}=a^{3}-a^{2}b+ab^{2}+a^{2}b-ab^{2}+b^{3}\,\!}
透過因式分解，可得：
{\displaystyle a^{3}+b^{3}=a(a^{2}-ab+b^{2})+b(a^{2}-ab+b^{2})\,\!}
{\displaystyle a^{3}+b^{3}=(a+b)(a^{2}-ab+b^{2})\,\!}
這樣便可驗證：{\displaystyle a^{3}+b^{3}\equiv (a+b)(a^{2}-ab+b^{2})}

### 和立方驗證
透過和立方可驗證立方和的原理：
{\displaystyle (x+y)^{3}\,\!}
{\displaystyle =x^{3}+3x^{2}y+3xy^{2}+y^{3}\,\!}
那即是只要減去{\displaystyle 3x^{2}y}及{\displaystyle 3xy^{2}}便可得到立方和，可設：
{\displaystyle x^{3}+y^{3}=(x+y)^{3}-3x^{2}y-3xy^{2}\,\!}
右邊的方程 {\displaystyle =(x+y)^{3}-3x^{2}y-3xy^{2}\,\!}
運用因式分解的方法：
{\displaystyle =(x+y)^{3}-3xy(x+y)\,\!}
{\displaystyle =(x+y)\left[(x+y)^{2}-3xy\right]\,\!}
{\displaystyle =(x+y)(x^{2}+2xy+y^{2}-3xy)\,\!}
{\displaystyle =(x+y)(x^{2}-xy+y^{2})\,\!}
這樣便可驗證出：{\displaystyle x^{3}+y^{3}=(x+y)(x^{2}-xy+y^{2})\,\!}

### 幾何驗證
透過繪立體的圖像，也可驗證立方和。
根據右圖，設兩個立方，總和為：
{\displaystyle x^{3}+y^{3}\,\!}

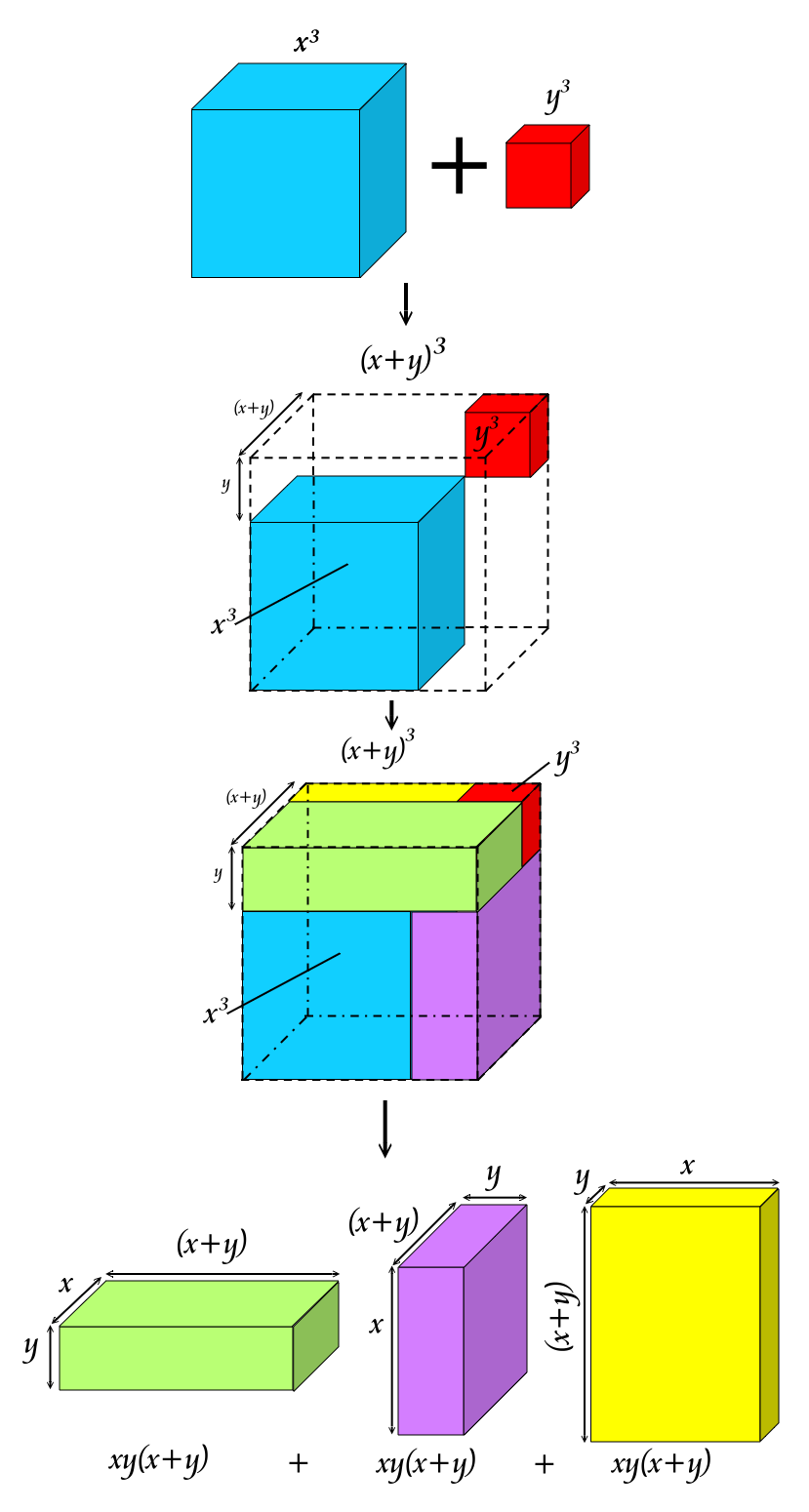
圖象化

把兩個立方體對角貼在一起，根據虛線，可間接得到：
{\displaystyle (x+y)^{3}\,\!}
要得到{\displaystyle x^{3}+y^{3}}，可使用{\displaystyle (x+y)^{3}}的空白位置。該空白位置可分割為3個部分：
- {\displaystyle x\times y\times (x+y)}
- {\displaystyle x\times (x+y)\times y}
- {\displaystyle (x+y)\times y\times x}

把三個部分加在一起，便得：
{\displaystyle =xy(x+y)+xy(x+y)+xy(x+y)\,\!}
{\displaystyle =3xy(x+y)\,\!}
之後，把{\displaystyle (x+y)^{3}}減去它，便得：
{\displaystyle =(x+y)^{3}-3xy(x+y)\,\!}
上公式發現兩個數項皆有一個公因子，把它抽出，並得：
{\displaystyle =(x+y)\left[(x+y)^{2}-3xy\right]\,\!}
{\displaystyle (x+y)^{2}}可透過和平方公式，得到：
{\displaystyle =(x+y)(x^{2}+2xy+y^{2}-3xy)\,\!}
{\displaystyle =(x+y)(x^{2}-xy+y^{2})\,\!}
這樣便可證明{\displaystyle x^{3}+y^{3}=(x+y)(x^{2}-xy+y^{2})\,\!}

### 反驗證
透過{\displaystyle (a+b)(a^{2}-ab+b^{2})}也可反驗證立方和。
{\displaystyle (a+b)(a^{2}-ab+b^{2})\,\!}
{\displaystyle =a(a^{2}-ab+b^{2})+b(a^{2}-ab+b^{2})\,\!}
{\displaystyle =a^{3}-a^{2}b+ab^{2}+a^{2}b-ab^{2}+b^{3}\,\!}
{\displaystyle =a^{3}+b^{3}\,\!}
以上計算方法亦可簡化為一個表格：
| x)                 | {\displaystyle +a^{2}}  | {\displaystyle -ab}     | {\displaystyle +b^{2}}  |
| ------------------ | ----------------------- | ----------------------- | ----------------------- |
| {\displaystyle +a} | {\displaystyle +a^{3}}  | {\displaystyle -a^{2}b} | {\displaystyle +ab^{2}} |
| {\displaystyle +b} | {\displaystyle +a^{2}b} | {\displaystyle -ab^{2}} | {\displaystyle +b^{3}}  |

這樣便可證明{\displaystyle a^{3}+b^{3}=(a+b)(a^{2}-ab+b^{2})\,\!}

## 立方差
立方差也可以使用立方和來驗證，例如：
{\displaystyle 125u^{3}-343v^{3}\,\!}
把兩個數項都轉為立方數：
{\displaystyle =(5u)^{3}-(7v)^{3}\,\!}
運用負正得負，可得：
{\displaystyle =(5u)^{3}+(-7v)^{3}\,\!}
然後運用立方和，可得：
{\displaystyle =\left[5u+(-7v)\right]\left[25u^{2}-(5u)(-7v)+(-7v)^{2}\right]}
{\displaystyle =(5u-7v)(25u^{2}+35uv+49v^{2})\,\!}
這個方法更可驗證到立方差的公式是{\displaystyle a^{3}-b^{3}=(a-b)(a^{2}+ab+b^{2})\,\!}

## 兩組立方和的數
有些整數可以有兩個立方和組合，
而最少的，已是過千的1729。它是兩組不同的立方和：
{\displaystyle 1729=1^{3}+12^{3}\,\!}
{\displaystyle 1729=9^{3}+10^{3}\,\!}
下一個同樣有兩個立方和組合的整數是4104：
{\displaystyle 4104=9^{3}+15^{3}\,\!}
{\displaystyle 4104=2^{3}+16^{3}\,\!}
首十個兩組立方和的數：1729、4104、13832、20683、32832、39312、40033、46683、64232、65728